# Дзвінкий м'якопіднебінний боковий апроксимант
М'якопіднебінний (задньопіднебінний, велярний) боковий апроксимант — тип приголосного звука, що існує в деяких людських мовах. Символ Міжнародного фонетичного алфавіту для цього звука — ʟ, а відповідний символ X-SAMPA — L\.

## Властивості
Властивості м'якопіднебіного бокового апроксиманта:
- Тип фонації — дзвінка, тобто голосові зв'язки вібрують від час вимови.
- Спосіб творення — апроксимант, тобто один артикулятор наближається до іншого, утворюючи щілину, але недостатньо вузьку для спричинення турбулентності.
- Місце творення — м'якопіднебінне, тобто він артикулюється задньою спинкою язика на м'якому піднебінні.
- Це ротовий приголосний, тобто повітря виходить крізь рот.
- Це боковий приголосний, тобто повітря проходить по боках язика, а не по центру.
- Механізм передачі повітря — егресивний легеневий, тобто під час артикуляції повітря виштовхується крізь голосовий тракт з легенів, а не з гортані, чи з рота.